# 코르반
코르반(히브리어: קָרְבָּן qorbān)은 유대교의 경전인 토라에서 지정된 다양한 희생 제물 중 하나이다.
코르반(Korban)이라는 용어는 주로 경의를 표하고, 호의를 얻거나, 사면을 받을 목적으로 인간이 신에게 바치는 희생 제물을 의미한다. 희생 대상은 일반적으로 의식에 따라 도살된 동물로 제단 위에서 불에 태워 인간에서 신의 영역으로 옮겨졌다.
두 번째 성전이 파괴된 후, 더 이상 성전이 없었기 때문에 할라카에서는 제사를 금지했다. 희생 제사는 기원후 2세기의 유대-로마 전쟁 중에 잠시 복원되었으며 그 후에도 특정 지역 사회에서 계속되었다.
고대에는 성경의 계명을 성취하기 위해 제물을 바쳤지만, 더 이상 성전이 없기 때문에 현대의 종교적인 유대인들은 코르반이 성취한 것처럼 그들의 죄를 속죄하기 위해 대신 기도하거나 체다카를 바친다. 정통 유대교에 따르면 메시아의 도래는 613계명을 지켜야 하는 요건을 제거하지 않으며 성전이 재건될 때 제물을 다시 바칠 것이다.

## 같이 보기
- 이드 알아드하
- 쿠르반

## 참고 문헌
- Bleich, J. David. "A Review of Halakhic Literature Pertaining to the Reinstitution of the Sacrificial Order." Tradition 9 (1967): 103–24.
- Myers, Jody Elizabeth. "Attitudes Towards a Resumption of Sacrificial Worship in the Nineteenth Century." Modern Judaism 7, no. 1 (1987): 29–49.
- Ticker, Jay. The Centrality of Sacrifices as an Answer to Reform in the Thought of Zvi Hirsch Kalischer. Vol. 15, Working Papers in Yiddish and East European Studies, 1975